# گرسمیر
گرسمیر (به انگلیسی: Grasmere) یک روستا در بریتانیا است که در Lakes, Cumbria واقع شده‌است.